# Sveti Petar na Moru
Sveti Petar na Moru – wieś w Chorwacji, w żupanii zadarskiej, w gminie Sveti Filip i Jakov. W 2011 roku liczyła 403 mieszkańców.